# Isoglossa rubescens
Isoglossa rubescens är en akantusväxtart som beskrevs av Gustav Lindau. Isoglossa rubescens ingår i släktet Isoglossa och familjen akantusväxter. Inga underarter finns listade i Catalogue of Life.